# برخیز چو ققنوس
«برخیز چو ققنوس» تک‌آهنگی از هنرمند اهل اتریش کنچیتا وورست است که در سال ۲۰۱۴ میلادی منتشر شد. در پنجاه و نهمین مسابقه فینال یوروویژن در شهر کپنهاگ کنچیتا ورست با ترانه «برخیز چو ققنوس» موفق به کسب ۲۹۰ امتیاز شد و در مقام نخست ایستاد.